# Noël Bauldeweijn
Noël Bauldeweijn; inne wersje pisowni imienia: Noeweleen lub Natalis, nazwiska: Bauldewijn, Baulduin, Bauldeweyn, Baldwyn, Baudouyn, Baudoin, Valduin (ur. ok. 1480, zm. grudzień 1529 lub w 1530 w Antwerpii) – flamandzki kompozytor.

## Życiorys
Od 1509 do 1512/1513 roku był, jako następca Jeana Richaforta, kapelmistrzem kościoła św. Rumolda w Mechelen. Następnie objął stanowisko kapelmistrza w katedrze NMP w Antwerpii, na którym pozostał co najmniej do 1517 roku, być może aż do końca życia. Skomponował 8 mszy, 10 motetów, 2 pieśni świeckie. Jego utwory zachowały się w kilku rękopisach, przechowywanych w bibliotekach kilku krajów. Na motecie Quam pulchra est oparł jedną ze swoich mszy Nicolas Gombert.
Twórczość Bauldeweijna utrzymana jest w stylu Josquina des Prés, cechuje się częstym stosowaniem dwugłosu oraz kanonicznym prowadzeniem niektórych głosów. W większości utworów stosowana jest technika cantus firmus, choć bez konsekwentnego przeimitowania.